# Pont Torgovy
Le pont Torgovy est un pont à poutres en acier traversant le canal Krioukov dans le district de l'Amirauté de Saint-Pétersbourg, en Russie. Le pont relie les îles Kolomensky et Kazansky. Le pont a conservé l'aspect architectural caractéristique des ponts du canal Krioukov des années 1780 . Le pont Torgovy est répertorié monument d'histoire et de culture.

## Emplacement
Le pont Torgovy relie la place du Théâtre (Teatralnaïa plochtchad) et la rue Soiouza Petchatnikov .
Le théâtre Mariinsky est situé à côté du pont.
En amont se trouve le pont des Décabristes, et en dessous se trouve le pont Kachine.
Les stations de métro les plus proches sont Sadovaïa, Sennaïa plochtchad et Spasskaïa.

## Nom
Le nom du pont est dérivé de l'ancien nom de la rue Soiouza Petchatnikov, qui était Torgovoy. Dans le journal Sankt-Peterburgskie Vedomosti, le nom de pont Sredny a été enregistré en 1797, cependant, depuis 1798, le nom de rue Torgovy l'a remplacé ,.

## Histoire
Le pont Torgovy a été construit en 1783-1785 selon la conception standard des ponts du canal Krioukov : un pont en bois à trois travées sur des supports en maçonnerie de moellons, recouvert de granit, la travée centrale mobile, les latérales étant des poutres. L'auteur du projet est inconnu, les travaux ont été réalisés par l'entrepreneur Nikolaï Egorov . En 1805-1810, la structure de travée du pont-levis a été remplacée. En 1868, le pont a été remanié .
À la fin des années 1890, le pont était dans un état insatisfaisant. Depuis 1896, le conseil municipal avait envoyé à plusieurs reprises des demandes à la Douma pour allouer des fonds pour la refonte du pont Torgovy . Le magazine Nedelia stroitelia a rapporté en 1900 que la circulation des voitures sur le pont était fermée et que le conseil prévoyait de reconstruire le pont en un pont en béton à une seule travée. En 1905, après l'effondrement du pont Égyptien, la Douma alloua des fonds pour réparer le pont . À l'été 1905, les poutres en bois du pont sont remplacées par des poutres métalliques et la maçonnerie des culées est réparée ,. La supervision technique des travaux de construction a été effectuée par l'ingénieur Likhatchev .
En 1946-1947, en raison du dégel et des dommages au revêtement de granit, les supports ont été partiellement déplacés . En 1960-1961, le pont a été remanié selon le projet de l'architecte Rotatch et de l'ingénieur Goutsaït . De nouvelles poutres métalliques ont été posées, les planches de bois ont été remplacées par une dalle en béton armé. Les lampadaires du pont ont été restaurés .

## Description

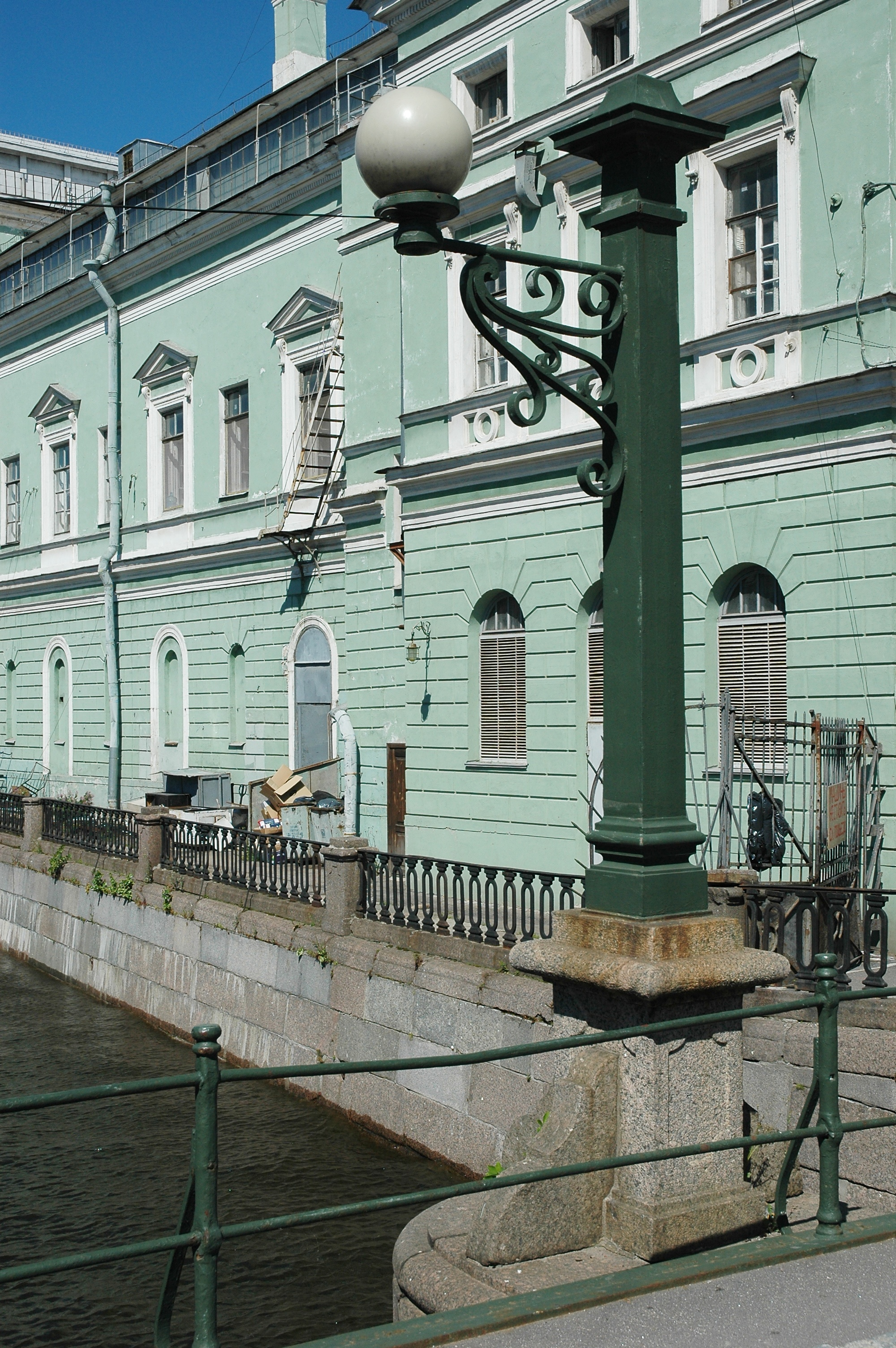
Réverbère du pont Torgovy

La largeur totale du pont est de 10,5 m. La longueur du pont est de 26,7 m ,.
Le pont est destiné à la circulation des véhicules et des piétons. La chaussée du pont comprend 2 voies de circulation. La chaussée et les trottoirs sont recouverts de béton bitumineux. Les trottoirs sont séparés de la chaussée par un haut parapet en béton. Le garde-corps est en métal. Il y a 4 lampadaires anciens.

## Éponyme
Le 29 avril 2005, le pétrolier Pont-Torgovy a été lancé au chantier naval de l'Amirauté. Le pétrolier est le quatrième navire d'une série construit dans les chantiers navals de Sovcomflot .

## Pont Torgovy dans la littérature
Le pont est mentionné dans un roman, « Humiliés et Offensés » de Fiodor Dostoïevski  :
« Il n'a pas fallu longtemps pour aller, jusqu'au pont Torgovy. Nous sommes restés silencieux pendant la première minute. Je n'arrêtais pas de penser : va-t-il me parler d'une manière ou d'une autre ? … Mais il a parlé sans aucun subterfuge et s'est mis au travail.»

## Voir également
- Liste des ponts à Saint-Pétersbourg
- Canal Krioukov